# Pelagos
Pelagos (en griego: Πέλαγος, romanizado: Pélagos) es una isla rocosa del mar de Tracia. Se sitúa frente a la costa sur de la isla de Thasos, al sureste del islote de Panagia.